# Premio Chiara
Il Premio Chiara (anche detto Premio Piero Chiara, ufficialmente Premio Chiara - Festival del Racconto) è un premio letterario italiano intitolato allo scrittore Piero Chiara. Fondato a Varese nel 1989, si focalizza sulla misura narrativa del racconto e organizza altresì rassegne di eventi culturali e concorsi creativi a partecipazione popolare.

## Storia
Sul finire degli anni 1980 l'allora assessore alla cultura del Comune di Varese, Antonio De Feo, decise di istituire una rassegna culturale d'alto profilo che promuovesse il nome della città. Da un consulto col giornalista de "La Prealpina" Massimo "Max" Lodi (Varese, 1950) scaturì l'idea di creare un premio letterario e di intitolarlo alla memoria del popolare scrittore varesotto Piero Chiara, scomparso nel 1986; la memoria chiariana indusse altresì la scelta di focalizzarsi sul racconto, forma narrativa ritenuta prediletta dallo scrittore. Nell'organizzazione venne coinvolto un altro giornalista, Pierfausto Vedani (Milano, 1932-Casina, 2023), che insieme a Lodi fu incaricato della mansione di segretario. La presidenza del comitato promotore fu attribuita al politico Giuseppe Zamberletti.
Ottenuto l'assenso di Federico Roncoroni, collaboratore ed erede testamentario di Piero Chiara, e del figlio Marco Chiara (Zurigo, 1937-Milano, 2011), il I Premio Piero Chiara fu bandito sul finire del 1988: la formula, rimasta sostanzialmente invariata nel corso dei decenni, riservava la partecipazione a sole raccolte di racconti in lingua italiana, pubblicate nell'anno di riferimento in Italia o in Svizzera italiana (da cui la qualifica di "transfrontaliero"). Le opere erano sottoposte al giudizio di una giuria tecnica (la prima fu presieduta da Michele Prisco e composta da Mino Durand, Gino Montesanto, Raffaele Nigro, Fernanda Pivano e Federico Roncoroni), cui spettava estrarre una "terna finalista", da sottoporre al voto di una "giuria popolare" (ideata da Pierfausto Vedani e consistente inizialmente in 160 membri, poi decurtati a 150) composta da privati cittadini in parte autocandidati e in parte selezionati dal comitato promotore tra critici letterari di diversi giornali italiani ed elvetici e soci della Biblioteca Civica di Varese. Notaio supervisore fu inizialmente Carlo Gaudenzi, poi sostituito da Franca Bellorini Brezzi e infine da Nicoletta Borghi.

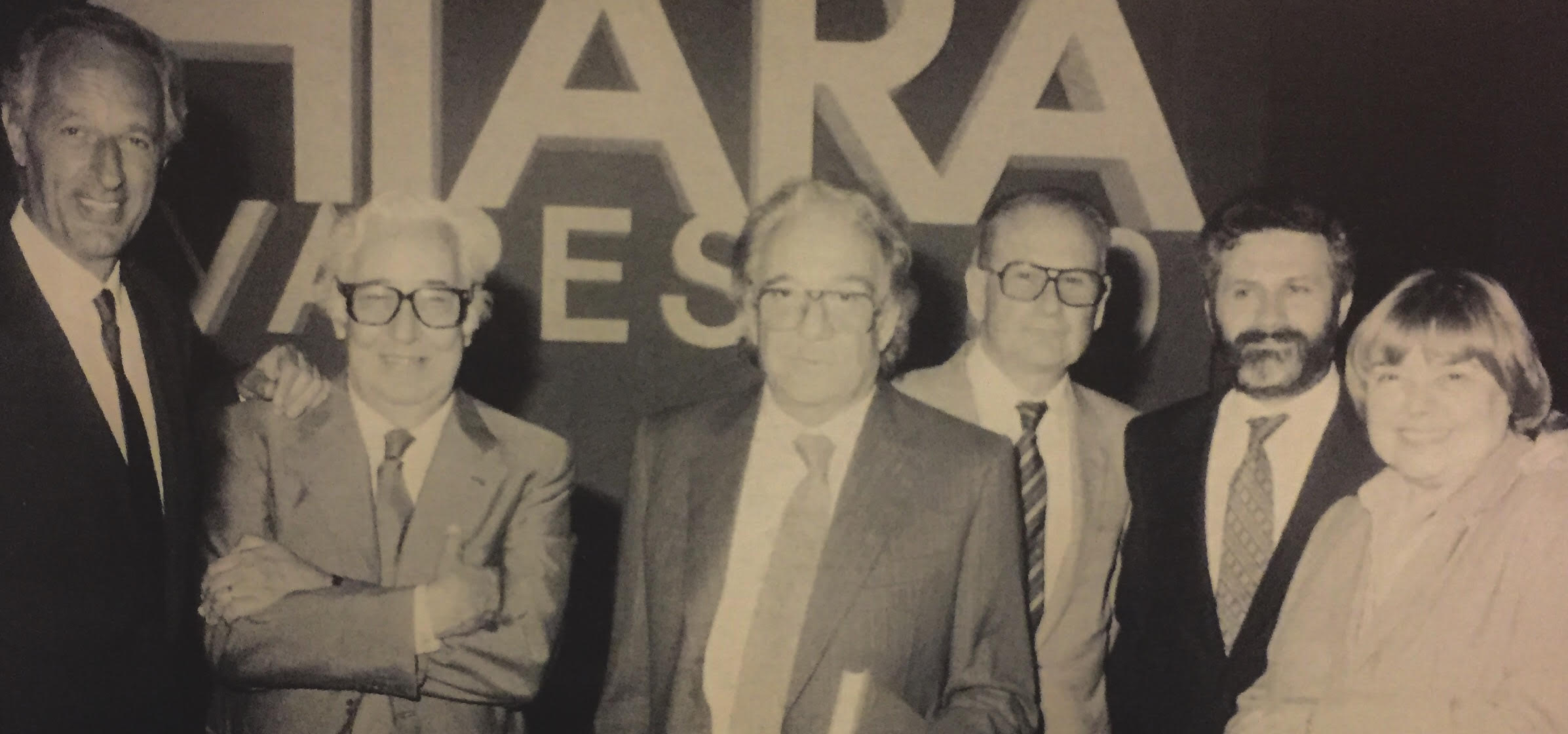
Alcuni giurati della prima edizione (Michele Prisco, Gino Montesanto, Raffaele Nigro, Fernanda Pivano) insieme ad Alcide Paolini e Ugo Tognazzi in occasione della finale del 21 maggio 1989

Fin da subito al premio fu associato un cartellone di eventi, realizzati essenzialmente a Varese e provincia, nonché a Milano e nel Canton Ticino: conferenze, incontri, dibattiti, letture, proiezioni, esposizioni artistiche e documentali, concerti e seminari. Per circa il primo decennio di esistenza del concorso, agli eventi (concentrati essenzialmente nei mesi primaverili) fu abbinata la "mostra mercato" del libro, allestita in apposite strutture temporanee nelle piazze centrali di Varese. Al tutto si accompagnò inoltre la pubblicazione di opere inedite o ristampe, inerenti sia la figura di Piero Chiara che vari temi artistico-letterari relativi al territorio d'utenza del premio (il nord-ovest lombardo, il Piemonte orientale e il Ticino elvetico).
Nel 1991 si aggiunse al premio "principale" un primo esperimento di concorso "popolare": il Premio Chiara per gli studenti, inizialmente aperto alle scuole medie di alcune città lombarde ed elvetiche, ai cui alunni si richiedeva la realizzazione di illustrazioni relative al best seller chiariano Le avventure di Pierino (Mondadori, 1980). Già dal 1992 tale sezione fu "ricalibrata" sulla scrittura creativa e fu oggetto, anno dopo anno, di vari esperimenti e ridefinizioni: nel 1996 fu ribattezzata Premio Chiara Giovani, nel 1997 il bacino d'utenza fu esteso a tutta Italia e alla Svizzera italia e infine, nel 1998, si raggiunse una formula stabile, richiedendo ai partecipanti la scrittura di un racconto originale partendo da una traccia prestabilita, con in palio la pubblicazione in un volume collettaneo e premi individuali.
Nel 1993 la presidenza del comitato promotore passò allo storico Luigi Ambrosoli; di lì a poco tuttavia la fine della cosiddetta Prima Repubblica comportò per Varese la fine delle giunte "centriste" (a guida perlopiù democristiana) e l'inizio della lunga egemonia istituzionale della Lega Nord, che espresse ininterrottamente il sindaco fino al 2016. Nel 1994 gli esponenti del partito guidato da Umberto Bossi pretesero di escludere i giurati tecnici originari del Mezzogiorno d'Italia: in polemica con l'imposizione, Max Lodi e Pierfausto Vedani si dimisero dai loro ruoli operativi. Gli subentrò il neo-assessore alla cultura Gottardo Ortelli, artista d'avanguardia e docente accademico, che decise di affiancare all'assessorato (inizialmente unico responsabile dell'organizzazione del Premio Chiara) un'entità dotata di autonomia giuridica e operativa. Nel dicembre 1996 venne quindi firmato l'atto costitutivo dell'Associazione Amici di Piero Chiara, avente lo scopo statutario di «perpetuare la memoria dello scrittore Piero Chiara e valorizzare la cultura della Provincia di Varese»; primo presidente fu lo stesso Ortelli, con Marco Chiara presidente onorario.

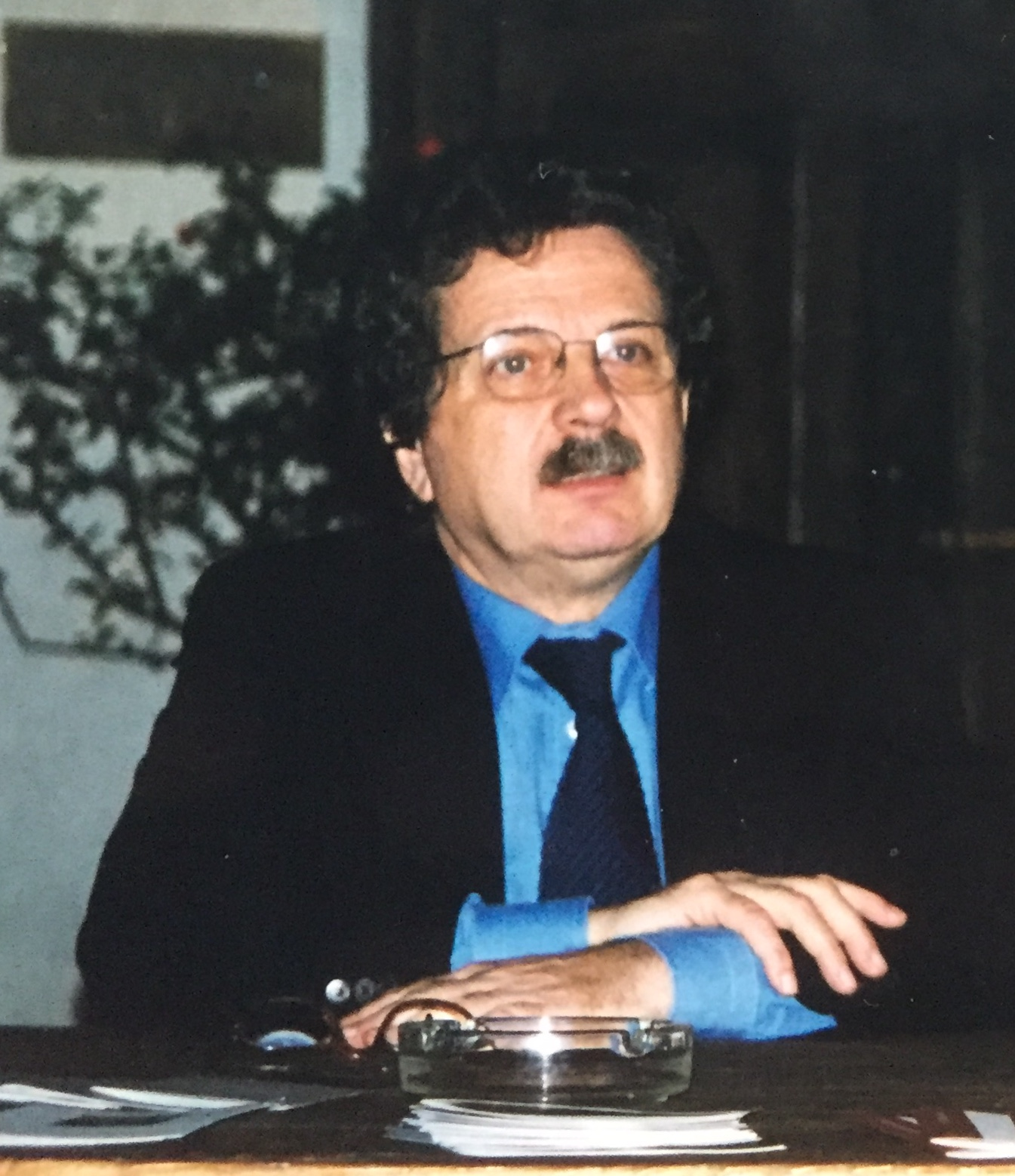
Gottardo Ortelli

Nel 1997, su idea di Ortelli, viene istituito il Premio Chiara alla Carriera, destinato ad essere conferito a «personaggi di indiscutibile prestigio nazionale che avessero fatto del loro territorio un motivo forte della loro attività letteraria». Due anni dopo, nel 1999, si consuma la rottura tra Comune di Varese e Amici di Piero Chiara: l’amministrazione comunale varesina dichiara infatti di voler aprire il premio anche ai romanzi, incontrando tuttavia il fermo diniego di Ortelli, Chiara jr. e Roncoroni, i quali infine decidono di estromettere Palazzo Estense dalla gestione dell'iniziativa e (incassato l'appoggio della Provincia di Varese) la avocano interamente all'Associazione. Contestualmente acquisisce sempre più "peso" operativo Mariafederica "Bambi" Bianchi Lazzati (Milano, 1948), docente di storia dell'arte, direttrice di Villa Panza, attiva già dagli anni 1970 nel campo delle pubbliche relazioni in campo culturale e responsabile dell'ufficio stampa del Premio Chiara fin dal 1989. Al "pool" si aggiunge poi Romano Oldrini (Gavirate, 1941), medico e poeta, già sindaco del comune natale e presidente della Compagnia degli Artisti di Varese.
Nei primi anni 2000 l'Associazione dà alle stampe due riviste culturali in forma di volume a cadenza annuaria: "Confini-quaderni del Premio Chiara" (rinnovatasi per otto numeri, dal 2001 al 2008), che raccoglie «interventi dedicati a far conoscere il patrimonio culturale del territorio dell’Insubria», e "Taccuino d'arte" (durato dal 2004 al 2010), serie di monografie di «artisti che hanno operato nella terra dove ha vissuto Piero Chiara».

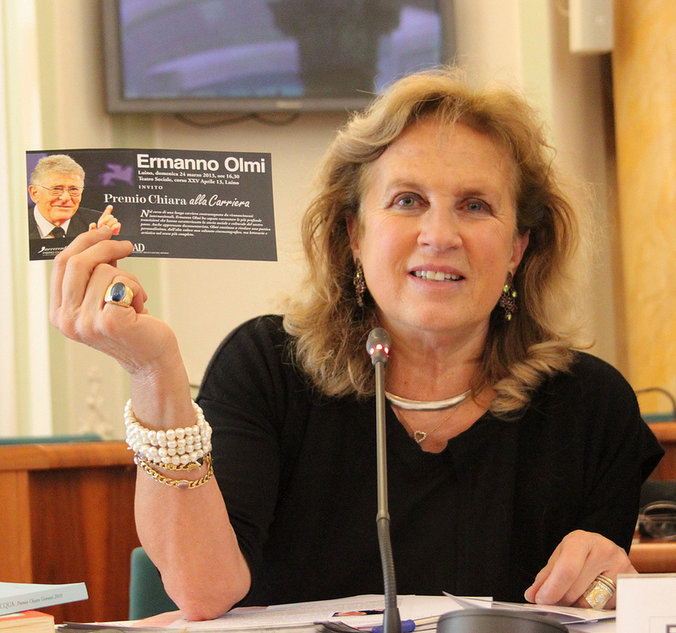
Bambi Bianchi Lazzati, già addetta stampa e poi direttrice del Premio Chiara.

Nel 2003 viene a mancare Gottardo Ortelli e la presidenza dell'Associazione Amici di Piero Chiara passa a Romano Oldrini; l'organizzazione del premio viene de facto demandata completamente a Bambi Lazzati, che viene investita dell'incarico di rappresentante legale plenipotenziaria.
Nel 2005 viene introdotto il marchio Festival del Racconto, sotto il quale vengono riorganizzati gli eventi collaterali del Premio Chiara; tra il 2010 e il 2011 vengono istituiti un nuovo concorso di scrittura a carattere "popolare" (il Premio Chiara Inediti, che mette in palio la prima pubblicazione di una raccolta di racconti), un premio di fotografia (il Premio Riccardo Prina, alla memoria di un giornalista e critico d'arte varesino, in collaborazione con la Triennale di Milano) e un riconoscimento "alla carriera" (il Premio Le Parole della Musica, co-organizzato per i primi anni col Club Tenco, da attribuirsi ai maggiori cantautori italiani).
Nel 2023 la carica di presidente degli Amici di Piero Chiara passa allo scrittore Andrea Vitali.

## Formula

### Ammissione
Sono ammesse al premio sole raccolte di racconti in lingua italiana, pubblicate (in Italia e/o Svizzera italiana) e regolarmente in commercio nell'anno di riferimento; il periodo al quale l'ammissione è riferita inizia il 1º maggio dell'anno precedente e termina verso fine aprile dell'anno di edizione del premio. Le opere concorrenti vengono selezionate sia direttamente dall'organizzazione del premio, sia mediante autocandidature di autori e case editrici.

### Processo di selezione
Tutte le opere pervenute nei termini sono sottoposte a una giuria tecnica, composta da personaggi qualificati di ambito culturale e letterario, che identifica tra di esse una rosa di 3 libri finalisti più eventuali opere "segnalate", non ammesse alla vittoria finale, ma ritenute comunque meritevoli. La "terna finalista" viene sottoposta alla Giuria dei Lettori, chiamata anche Giuria popolare (composta da un centinaio di lettori, di diversa provenienza, età, cultura, professione e posizione sociale); a essa compete scegliere il vincitore mediante voto postale. Ai giurati popolari è affidata anche la scelta del vincitore del Premio Chiara Giovani, i cui finalisti (in genere 20/30, editati in un volumetto a cura dell'Associazione Amici di Piero Chiara) sono invece selezionati da una giuria tecnica a parte. La finale si tiene a Varese, perlopiù alle Ville Ponti.

## Albi d'oro
| Edizione | Anno | Vincitore                                        | Autore                         | Editore                   | Altri finalisti e altri premi assegnati |
| -------- | ---- | ------------------------------------------------ | ------------------------------ | ------------------------- | --- |
| 1        | 1989 | L'estate del '42                                 | Renzo Zorzi                    | Rusconi                   | Marina Jarre, Galambra. Quattro storie con fantasmi, Bollati-Boringhieri Renato Olivieri, Ambrosio indaga, Rizzoli |
| 2        | 1990 | Il grande raccordo L'Italia s’è desta alle 14.10 | Marco Lodoli Guglielmo Zucconi | Bompiani Camunia          | Alberto Bevilacqua, Una misteriosa felicità, Mondadori |
| 3        | 1991 | Tre d'amore                                      | Roberto Piumini                | Einaudi                   | Giuseppe Neri, L'ultima dogana, Sansoni Fiora Vincenti, La señora Santiago, Lanfranchi |
| 4        | 1992 | Il punto di vista del mostro                     | Giampaolo Rugarli              | Arnoldo Mondadori Editore | Luca Desiato, Storie dell'eremo, Gribaudi Luigi Santucci, Il manoscritto da Itaca, Piemme |
| 5        | 1993 | Scirocco                                         | Silvana La Spina               | La Tartaruga              | Paolo Barbaro, Ultime isole, Marsilio Salvatore Mannuzzu, La figlia perduta, Einaudi |
| 6        | 1994 | Di corno o d'oro                                 | Laura Pariani                  | Sellerio                  | Antonio Moresco, Clandestinità, Bollati- Boringhieri Giuseppe Pontiggia, Vite di uomini non illustri, Mondadori |
| 7        | 1995 | La grande e la piccola guerra                    | Elio Gioanola                  | Santi Quaranta            | Fleur Jaeggy, La paura del cielo, Adelphi Elisabetta Rasy, Ritratti di signora, Rizzoli |
| 8        | 1996 | L'ombra di Marinetti                             | Andrea Vitali                  | Periplo                   | Giulio Mozzi, La felicità terrena, Einaudi Gaetano Neri, Un momento delicato, Marcos y Marcos |
| 9        | 1997 | Storia di primogeniti e figli unici              | Francesco Piccolo              | Feltrinelli               | Daniele Del Giudice, Mania, Einaudi Michele Mari, Tu... sanguinosa infanzia, Mondadori Premio Chiara alla Carriera: Giuseppe Pontiggia Premio Chiara Giovani: Nenad Stojanović (premio della giuria) e XY (premio del pubblico) |
| 10       | 1998 | Il coccodrillo sull'altare                       | Guido Conti                    | Guanda                    | Daniele Benati, Silenzio in Emilia, Feltrinelli Francesca Sanvitale, Separazioni, Einaudi Premio Chiara alla Carriera: Giovanni Pozzi Premio Chiara Giovani: Andrea Fazioli |
| 11       | 1999 | La storia di un'altra                            | Maristella Lippolis            | Tracce                    | Nicola Lecca, Concerti senza orchestra, Marsilio Giovanni Orelli, Di una sirena in Parlamento, Casagrande Premio Chiara alla Carriera: Claudio Magris Premio Chiara Giovani: Valentina Maran |
| 12       | 2000 | La casa di ghiaccio                              | Serena Vitale                  | Arnoldo Mondadori Editore | Romana Petri, I padri degli altri, Marsilio Evelina Santangelo, L'occhio cieco del mondo, Einaudi Premio Chiara alla Carriera: Luigi Meneghello Premio Chiara Giovani: Dario Cazzoli |
| 13       | 2001 | Cinema naturale                                  | Gianni Celati                  | Feltrinelli               | Alessandro Banda, Dolcezze del rancore,Einaudi Massimiliano Forza, Antifurti psicologici, Piemme Premio Chiara alla Carriera: Giorgio Orelli Premio Chiara Giovani: Giovanni Ranieri Santi |
| 14       | 2002 | L'Osteria della Fola                             | Giuseppe Pederiali             | Garzanti                  | Emilia Bersabea Cirillo, Fuori misura, Diabasis Ugo Riccarelli, L'angelo di Coppi, Mondadori Premio Chiara alla Carriera: Raffaele La Capria Premio Chiara Giovani: Francesca Corti |
| 15       | 2003 | L'uovo di Gertrudina                             | Laura Pariani                  | Rizzoli                   | Maurizio Maggiani, È stata una vertigine, Feltrinelli Antonio Pascale, La manutenzione degli affetti, Einaudi Premio Chiara alla Carriera: Mario Rigoni Stern Premio Chiara Giovani: Gloria Albani |
| 16       | 2004 | Shorts                                           | Vitaliano Trevisan             | Einaudi                   | Gian Luca Favetto, Se vedi il futuro digli di non venire, Mondadori Paolo Nelli, Mio marito Francesca, Sironi Premio Chiara alla Carriera: Alberto Arbasino Premio Chiara Giovani: Michele Montemurro |
| 17       | 2005 | In questa vita                                   | Anna Ruchat                    | Edizioni Casagrande       | Giorgio Falco, Pausa caffè, Sironi Fabrizia Ramondino, Arcangelo, Einaudi Premio Chiara alla Carriera: Luigi Malerba Premio Chiara Giovani: Marta Rinaldi |
| 18       | 2006 | Pugni                                            | Pietro Grossi                  | Sellerio                  | Marco Lodoli, Bolle, Einaudi Giordano Tedoldi, Io odio John Updike, Fazi Premio Chiara alla Carriera: Dante Isella Premio Chiara Giovani: Jacopo Galli |
| 19       | 2007 | L'amore e altre forme d'odio                     | Luca Ricci                     | Einaudi                   | Ilaria Bernardini, La fine dell'amore, Isbn Francesco Pecoraro, Dove credi di andare, Mondadori Premio Chiara alla Carriera: Carlo Fruttero Premio Chiara Giovani: Paolo Colombo |
| 20       | 2008 | Dieci                                            | Andrej Longo                   | Adelphi                   | Paolo Cognetti, Una cosa piccola che sta per esplodere, Minimum fax Marco Baliani, La metà di Sophia, Rizzoli Premio Chiara alla Carriera: non assegnato Premio Chiara Giovani: Filippo Pozzoli |
| 21       | 2009 | L'amore a Londra e in altri luoghi               | Flavio Soriga                  | Bompiani                  | Giorgio Faletti, Pochi inutili nascondigli, Baldini Castoldi e Dalai Gaia Manzini, Nudo di famiglia, Fandango Premio Chiara alla Carriera: Pietro Citati Premio Chiara Giovani: Leonardo Bellomo |
| 22       | 2010 | Non esiste saggezza                              | Gianrico Carofiglio            | Rizzoli                   | Stefano Domenichini, Acquaragia, Perdisa Jole Zanetti Racconti sgradevoli, Garzanti Giorgio Falco, L'ubicazione del bene, Einaudi Premio Chiara alla Carriera: Andrea Camilleri Premio Chiara Le parole della Musica: Francesco Guccini Premio Chiara Giovani: Silvia Bagatta, Carolina Crespi (ex aequo) Premio Chiara Inediti: Patrizia Emiltri Ruspa, Laura Tornambene, Letizia Triches (ex aequo) |
| 23       | 2011 | Una giornata al monte dei pegni                  | Elena Loewenthal               | Einaudi                   | Eugenio Baroncelli, Mosche d'inverno, Sellerio Ermanno Cavazzoni, Guida agli animali fantastici, Guanda Premio Chiara alla Carriera: Franca Valeri Premio Chiara Le parole della Musica: Paolo Conte Premio Chiara Giovani: Filippo Pozzoli Premio Chiara Inediti: Riccardo Ielmini |
| 24       | 2012 | Nessuno può portarti un fiore                    | Pino Cacucci                   | Feltrinelli               | Sandro Veronesi, Baci scagliati altrove, Fandango Niccolò Ammaniti, Il momento è delicato, Einaudi Premio Chiara alla Carriera: Paolo Villaggio Premio Chiara Le parole della Musica: Luciano Ligabue Premio Chiara Giovani: Susanna Marsiglia Premio Chiara Inediti: Alberto Moccetti |
| 25       | 2013 | Dentro                                           | Sandro Bonvissuto              | Einaudi                   | Mauro Corona, Venti racconti allegri e uno triste, Mondadori Marco Vichi, Racconti neri, Guanda Premio Chiara alla carriera: Ermanno Olmi Premio Chiara Le parole della Musica: Gianna Nannini Premio Chiara Giovani: Valentina Cenacchi Premio Chiara Inediti: Giovanni Lischio |
| 26       | 2014 | Uomini e comandanti                              | Giulio Questi                  | Einaudi                   | Davide Barilli, La nascita del Che. Racconti da Cuba, Aragno Gianni Celati, Selve d'amore, Quodlibet Premio Chiara alla Carriera: Luis Sepulveda Premio Chiara Giovani: Sara Simoni Premio Chiara Inediti: Aminata Aidara |
| 27       | 2015 | Piccola enciclopedia delle ossessioni            | Francesco Recami               | Sellerio                  | Mauro Covacich, La sposa, Bompiani Alberto Nessi, Miló, Casagrande Premio Chiara alla Carriera: Daniel Pennac Premio Chiara Le parole della Musica: Francesco De Gregori Premio Chiara Giovani: Mattia De Rinaldis Premio Chiara Inediti: Salvatore Zeno (vincitore), 10 racconti di altrettanti autori menzionati vengono pubblicati in antologia                                                    |
| 28       | 2016 | Cinque indagini romane per Rocco Schiavone       | Antonio Manzini                | Sellerio                  | Valeria Parrella, Troppa importanza all'amore, Einaudi Giorgio Pressburger, Racconti triestini, Marsilio Premio Chiara alla Carriera: Lina Wertmuller Premio Chiara Le parole della Musica: Roberto Vecchioni Premio Chiara Giovani: Fabrizio Maroni Premio Chiara Inediti: Angelo Dettori (vincitore), 8 racconti di altrettanti autori menzionati vengono pubblicati in antologia                   |
| 29       | 2017 | La vita segreta dei mammut in Pianura Padana     | Davide Bregola                 | Avagliano Editore         | Francesca Manfredi, Un buon posto dove stare, La nave di Teseo Luca Ricci, I difetti fondamentali, Rizzoli Premio Chiara alla Carriera: Valerio Massimo Manfredi Premio Chiara Giovani: Alessandro Padovani Premio Chiara Inediti: Marco Cavaliere |
| 30       | 2018 | La guerra dei Murazzi                            | Enrico Remmert                 | Marsilio                  | Luca Doninelli, La conoscenza di sé, La nave di Teseo Danilo Soscia, Atlante delle meraviglie, Minimum Fax Premio Chiara alla Carriera: Dacia Maraini Premio Chiara Le parole della Musica: Gino Paoli Premio Chiara Giovani: Susanna El Taher Premio Chiara Inediti: Elena Ferrini |
| 31       | 2019 | Il dono di Arianna                               | Marta Morazzoni                | Guanda                    | Beatrice Masini, Più grande la paura, Marsilio Laura Morante, Brividi immorali, La nave di Teseo Premio Chiara alla Carriera: Pupi Avati Premio Chiara Le parole della Musica: Angelo Branduardi Premio Chiara Giovani: Chiara Aquilino Premio Chiara Inediti: Lorenza Noseda |
| 32       | 2020 | Lo splendore del niente e altre storie           | Maria Attanasio                | Sellerio                  | Ermanno Cavazzoni, Storie vere e verissime, La nave di Teseo Valerio Magrelli, Sopruso: istruzioni per l’uso, Einaudi Premio Chiara alla Carriera: Philippe Daverio (postumo) Premio Chiara Giovani: Alberto Ferrario Premio Chiara Inediti: Gianni Gandini |
| 33       | 2021 | Sortilegi                                        | Bianca Pitzorno                | Bompiani                  | Carlo Lucarelli, L’incredibile prima di colazione, Solferino Antonio Franchini, Il vecchio lottatore e altri racconti postemingueiani, NN Editore Premio Chiara alla Carriera: Mario Botta Premio Chiara Giovani: Veronica Del Vecchio Premio Chiara Inediti: Andrea D’Amico |
| 34       | 2022 | La foglia di fico                                | Antonio Pascale                | Einaudi                   | Michele Mari, Le maestose rovine di Sferopoli, Einaudi Alessandra Sarchi, Via da qui, Minimum Fax Premio Chiara alla Carriera: Corrado Augias Premio Chiara Giovani: Elisa Albè Premio Chiara Inediti: Camilla Gamberini |
| 35       | 2023 | Una volta sola                                   | Mario Calabresi                | Mondadori                 | Edoardo Albinati, Uscire dal mondo, Rizzoli Emiliano Morreale, L'ultima innocenza, Sellerio Premio Chiara alla Carriera: Gianfranco Ravasi Premio Chiara Giovani: Vera Carucci Premio Chiara Inediti: Federica Cunego |
| 36       | 2024 | La vita è breve, eccetera                        | Veronica Raimo                 | Einaudi                   | Santo Piazzese, Sei casi per Lorenzo La Marca, Sellerio Helena Janeczek, Il tempo degli imprevisti, Guanda Premio Chiara alla Carriera: Salvatore Accardo Premio Chiara Giovani: Mario Giulio Facchetti Premio Chiara Inediti: Alberto Bortoluzzi e Francesco Scaramozzino |

### Sezione Segnalati nel Premio Chiara
- 2008, Franco Tettamanti, L'ultima nuvola a sinistra, Macchione Editore
- 2009, Alberto Brambilla, Volate d’inchiostro, S-edizioni
- 2010, Fulvio Fo, Gente di lago, Alacran Editore
- 2011, Benedetta Sara Galetti, Rose di notte, Casagrande Editore
- 2012, Sergio Scipioni, Caini e Spalloni, Morandi Editore
- 2013, ex aequo
  - Cecco Bellosi, Con i piedi nell’acqua. Il lago e le sue storie, Milieu Edizioni.
  - Andrea Gianinazzi, L’uomo che vive sui treni. Racconti ferroviari, Armando Dadò Editore.
- 2014, Mario Chiodetti, La nostra vita somigliava a un tappeto magico, EmmeEffe Edizioni
- 2015, Giovanni B. Pedrazzini, Dove nasceva l'amore, Pedrazzini editore
- 2016, Lorenzo Franzetti, La bottega del Romeo e altri racconti, Bolis edizioni
- 2017, Alessandro Reali, Il diavolo del Ticino e altri racconti, Libreria Ticinum
- 2018, Giorgio Genetelli, La conta degli ostinati, Gabriele Capelli Editore
- 2019, Davide Van De Sfroos, Ladri di foglie, La nave di Teseo
- 2021, Andrea Fazioli, Il commissario e la badante, Guanda

## Presidenti
Comitato promotore
- 1989-1992: Giuseppe Zamberletti
- 1992-1997: Luigi Ambrosoli

Associazione Amici di Piero Chiara
- 1997-2003: Gottardo Ortelli
- 2003-2023: Romano Oldrini
- 2023-: Andrea Vitali